# Tommy Thayer

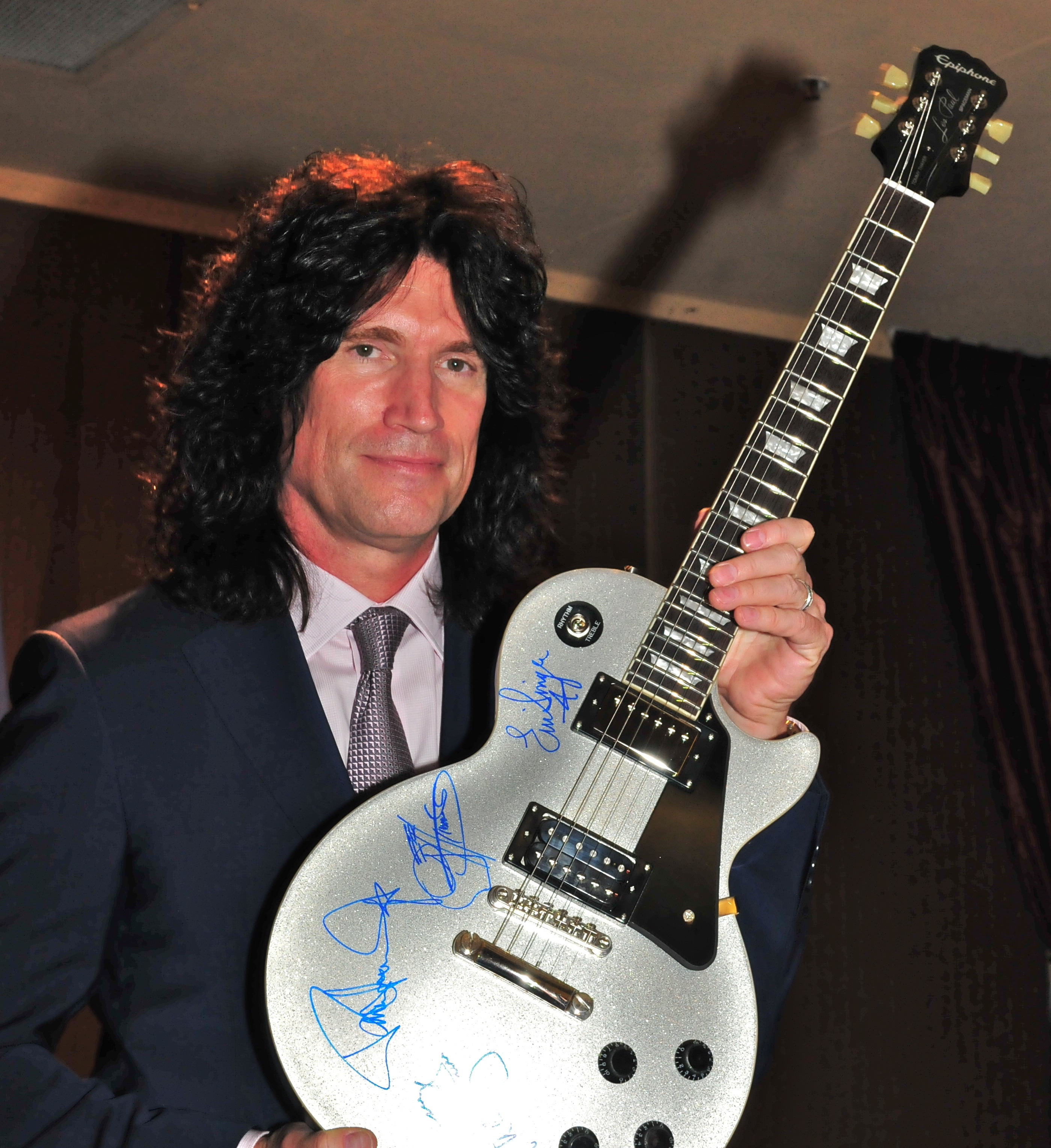
Tommy Thayer sin maquillaje de KISS, sosteniendo una guitarra autografiada, 2013.

Thomas Cunningham Thayer, más conocido como Tommy Thayer (7 de noviembre de 1960), fue el último guitarrista líder del grupo musical Kiss y sustituto de Ace Frehley en la banda, al igual que Eric Singer sustituyó a Peter Criss como baterista.

## Carrera

### Inicios
Tommy Thayer nació en Portland; Oregón. La afinidad de Thayer por las bandas de hard rock de principios de los años 70 lo llevó a coger la guitarra eléctrica a los 13 años.
Su pasión por el rock de los años 1970 lo llevó a integrar varias bandas de garaje que en el futuro finalmente desembocaría en Black N' Blue; con esa banda finalmente consiguió un contrato para Geffen Records. La banda viajó a Alemania a principios de 1984 para trabajar con el productor de Scorpions, Dieter Dierks, y lanzó Black 'n Blue en agosto de 1984, que incluía las canciones "Hold on to 18" y "School of Hard Knocks", ambas coescritas por Thayer y St. James. El siguiente álbum producido por Bruce Fairbairn, Without Love, fue lanzado en 1985 con Thayer, St. James y Jim Vallance coescribiendo el sencillo "Miss Mystery". Después de una gira de dos meses como teloneros de Kiss en el otoño de 1985, Black 'n Blue contrató al bajista de Kiss, Gene Simmons, para producir el siguiente álbum de estudio de la banda, Nasty Nasty, lanzado en 1986 e In Heat en 1988. Posteriormente, la banda se separó a fines de 1988.

### Kiss
A pesar de ser uno de los integrantes más carilindos y la vez más criticados del grupo, desde hace años se le considera un miembro de la familia de Kiss, debido a su participación en numerosos proyectos musicales de la banda, y más tarde como coescritor de canciones en los senos del grupo. Posee créditos en la producción del primer libro oficial de Kiss, Kisstory; coordinó y manejó en 1995 las Kiss Konventions Tour; fue productor y dirigió el proyecto en DVD de la banda, en el que se ofrecen detalles de todo el Reunion Tour, titulado Second Coming, y que alcanzó el estatus de Doble Platino; además de ser el creador del montaje correspondiente a la apertura de los títulos en la película de Kiss “Detroit Rock City”. 
Tommy, además, coescribió junto a Gene Simmons las canciones “Betrayed” y “The Street Giveth & The Streeth Taken Away”, que formaron parte del álbum de Kiss Hot in the Shade; además de eso también participó escribiendo nuevamente junto a Gene y Bruce Kulick en el álbum Carnival of Souls: The Final Sessions, con la canción “Childhoods End”. 
En la preparación de la banda para el Reunion Tour 96, Tommy trabajó junto a Ace Frehley, asistiéndole y reenseñándole nuevamente sus solos y partes de guitarra; muchas de las cuales ya habían sido olvidadas por Ace tras permanecer mucho tiempo sin ejecutarlas. En ausencia de Ace Frehley durante el comienzo del 2002, Tommy se puso el traje de Ace para tres actuaciones de Kiss; inclusive en un show privado del grupo en Jamaica, el 6 de marzo de ese año; en Kiss "That´s 70s" aparecen los afiches de la campaña de FOX TV con la imagen de Tommy Thayer en los mismos. 
Siguió trabajando en la producción de otros documentales de Kiss y otros proyectos importantes que tenían a la banda como protagonista; entre ellos el documental que se emitió en VH1 y el Box Set; además del pay per view "The Last Kiss" que se emitió en Direct TV sobre un concierto que inicialmente iba a ser la despedida; por último trabajó en el proyecto en video de "The Kiss Symphony" además del DVD titulado Kiss Symphony: Alive IV. En 2009 grabó su primer álbum con Kiss llamado Sonic Boom y posteriormente en 2012 grabó el álbum Monster en el que destacó su canción "Outta This World". Fue parte de las giras "Alive 35" "The Hottest Show on the Earth" y "Kiss 40th Anniversary Tour". Fue parte de la gira por Australia llamada "Kiss Australian tour" y compartió escenario con la banda en su última gira por el mundo denominada "End Of The Road" la cual culminó en diciembre de 2023.

## Discografía con Black n' Blue
- 1984: Black 'n Blue
- 1985: Without Love
- 1986: Nasty Nasty
- 1988: In Heat
- 1998: One Night Only: Live
- 2001: The Demos Remastered: Anthology 1
- 2001: Ultimate Collection
- 2002: Live in Detroit - 1984
- 2005: Collected (box set)
- 2007: Rarities

## Discografía con Kiss
- 2003: Kiss Symphony: Alive IV
- 2008: Jigoku Retsuden
- 2009: Sonic Boom
- 2012: Monster

## Videografía con Kiss
- 2003: Kiss Symphony: Alive IV
- 2007: Rock The Nation
- 2009: Quilmes Rock
- 2010: Rock Am Ring